# Gian-Matteo Ranzi
Gian-Matteo Ranzi (* 31. ledna 1948 Faenza) je bývalý italský zápasník, reprezentant v zápase řecko-římském. V roce 1969 vybojoval stříbro a v roce 1970 bronz na mistrovství Evropy. V roce 1971 zvítězil na Středomořských hrách. V roce 1972 vybojoval bronzovou medaili v kategorii do 68 kg na olympijských hrách v Mnichově. V roce 1976 ve stejné kategorii vypadl po dvou porážkách ve třetím kole. V roce 1971 vybojoval stříbro a v roce 1975 zvítězil na Středomořských hrách.